# Nicole Hiss
Nicole Hiss est une actrice française née en 1939 à Rouen.

## Biographie
Nicole Hiss est élève au conservatoire de Rouen, puis au cours Dullin où elle a comme professeur Georges Leroy qui la présente à Marie Bell. Celle-ci l'engage pour jouer le dixième homme de Paddy Cheyeski. Elle est la mère de Laurent Gallimard et de Catherine Gallimard qui est peintre et illustratrice.

## Filmographie

### Cinéma
- 1964 : Nuit noire, Calcutta de Marin Karmitz
- 1969 : Détruire, dit-elle de Marguerite Duras
- 1970 : En mai dernier de Claudine Guillemin, avec Louis Velle
- 1974 : La Femme du Gange de Marguerite Duras, rôle Lol V. Stein, avec Dionys Mascolo, Catherine Sellers, Gérard Depardieu
- 1975 : India Song de Marguerite Duras
- 1976 : Son nom de Venise dans Calcutta désert de Marguerite Duras
- 1978 : Premier empire - Guerre Civile de Joël Farges et François Barat
- 1985 : Le Thé au harem d'Archimède de Mehdi Charef

### Télévision
- 1961 : Egmont de Jean-Paul Carrère, avec Michel Piccoli
- 1962 : Commandant X, épisode « Dossier Élisabeth Grenier », avec Michel de Ré
- 1962 : L'inspecteur Leclerc enquête : Les Blousons gris de Marcel Bluwal
- 1968 : Les Hauts de Hurlevent de Jean-Paul Carrère
- 1972 : Les Bas fonds de Gorki, réalisation de Jean-Paul Carrère
- 1974 : Le Tribunal de l'impossible, épisode « Le baquet de Frédéric-Antoine Mesmer », réalisation de Michel Subiela
- 1988 : Les Cinq Dernières Minutes La ballade de Menardeau de Maurice Frydland
- 1988 : Les Enquêtes du commissaire Maigret, série télévisée, de Michel Subiela épisode Le Témoignage de l'enfant de chœur

## Théâtre
- 1959 : Antigone  de Jean Anouilh, mise en scène Lisika Albert Lambert
- 1960 : Dommage qu'elle soit une putain de John Ford, rôle Annabella, mise en scène Jean Pierre Kalfon à l'American center avec Jean Pierre Kalfon et Philippe Bruneau
- 1960 : Horace mise en scène Jean François Rémy à l'Alliance Française
- 1960 : Tête d'affiche de Gérard Nery, mise en scène Gérard Nery avec Alice Sapritch, John Holt, Yves Vincent
- 1961 : Le 10e homme de Paddy Chayefsky, mise en scène Raymond Gérôme, avec Michel Piccoli au Théâtre du Gymnase
- 1962 : On ne badine pas avec l'amour, rôle de Camille, avec Jean-Baptiste Thierrée au Théâtre Montansier à Versailles et tournée en Italie avec la Compagnie du Théâtre vivant
- 1962 : Horace, rôle de Camille, au Théâtre Montansier à Versailles
- 1963 : Le Fil rouge d'Henry Denker, mise en scène Raymond Rouleau, avec Curd Jurgens au Théâtre du Gymnase
- 1973 : Isma de Nathalie Sarraute, mise en scène Claude Régy, avec Michael Lonsdale, Dominique Blanchar, Gérard Depardieu à l'Espace Cardin
- 1983 : Lectures de Marguerite Duras au Théâtre du Rond-Point avec Gérard Desarthe, Catherine Sellers
- 1983 : Lectures de la jeune fille et l'enfant de Marguerite Duras avec Michael Lonsdale au festival de Digne
- 1984 : Lectures de Derrida avec Michael Lonsdale au Théâtre des Halles